# Milestones
|  | For den britiske film, se Milestones (film fra 1916) |
Milestones er et studiealbum af Miles Davis. Albummet blev indspillet i New York i 1958 med den første Miles Davis Kvintet, forstærket som en sekstet, og udgivet samme år på Columbia Records.
Tenorsaxofonisken John Coltranes tilbagevenden til Davis' gruppe i 1958 faldt sammen med udgivelsen af albummerne Milestones og Kind of Blue (1959), der begge anses som centrale værker i 1950'ernes moderne jazz. Davis eksperimenterede på dette tidspunkt med skalamønstre, der afveg fra traditionelle dur/mol-skemaer.
Davis spiller trompet og på "Sid's Ahead" også piano.

## Modtagelse hos kritikerne
AllMusic har bedømt albummet til fem stjerne ud af fem og kaldt det "et klassisk album med bluesmateriale i både bebop og post-bop nerve" med et titelnummer, der introducerede modalisme i jazz og som definerede Davis' musik i de følgende år. PopMatters skrev, at albummet havde en mere aggressiv "swing" end Kind of Blue og fremhæver samspillet mellem saxofonisterne John Coltrane og Cannonball Adderley. All About Jazz fremhævede kvaliteten af Davis' gruppe og angav, at Milestones formede jazzens historie.
The Penguin Guide to Jazz har medtaget albummet på dens foreslåede "Kernesamling" af moderne jazz-album.

## Stereo remix og remaster
Milestones blev oprindeligt udgivet i mono og i en kunststereo-udgave. Albummet blev i 2001 remixet og udgivet i en egentlig stereoudgave på The Complete Columbia Recordings of Miles Davis with John Coltrane (Columbia/Legacy).

## Indhold

### LP-udgave (original vinyludgivelse)
Side 1
1. "Dr. Jekyll" (navngivet "Dr. Jackle" på senere LP- og CD-udgivelser) – 5:55 (Jackie McLean)
2. "Sid's Ahead" – 13:13 (Miles Davis)
3. "Two Bass Hit" – 5:19 (John Lewis, Dizzy Gillespie)

Side 2
1. "Miles" (kaldet "Milestones" på senere LP- og CD-udgivelser) – 5:49 (Davis)
2. "Billy Boy" – 7:19 (Traditional; arrangeret af Ahmad Jamal)
3. "Straight, No Chaser" – 10:41 (Thelonious Monk)

### CD-genudgivelese
- LP'ens side 1 og 2 optræder som tracks 1–6 på CD genudgivelser.

CD bonus tracks
1. "Two Bass Hit" (alternate take) – 4:29
2. "Milestones" (alternate take) – 5:58
3. "Straight, No Chaser" (alternate take) – 10:28

Tracks 3–9 indspillet den 4. februar 1958; tracks 1–2 indspillet 4. marts 1958.

## Medvirkende
- Miles Davis – trompet, piano (på "Sid's Ahead"), flygelhorn (på "Milestones")
- Julian "Cannonball" Adderley – altsaxofon
- John Coltrane – tenorsaxofon
- Red Garland – piano (bortset fra på "Sid's Ahead")
- Paul Chambers – kontrabas
- Philly Joe Jones – trommer